# Волкова, Екатерина Валерьевна
Екатери́на Вале́рьевна Во́лкова (род. 15 января 1982, Таллин) — российская актриса театра, кино и телевидения, наиболее известная по роли Веры Ворониной в телесериале «Воронины».

## Биография
Екатерина Волкова родилась 15 января 1982 года в Таллине. Кроме Кати, в семье есть младший сын Леонид.
В 2003 году Екатерина Волкова окончила Высшее театральное училище имени М. С. Щепкина с красным дипломом и была принята в труппу Государственного театра киноактёра.
В 2005 году была впервые взята на небольшую роль, активно снималась в известных телесериалах: «Любовь как любовь», «Кто в доме хозяин?» и «Монтекристо».
В 2006 году окончила Академию бюджета и казначейства Министерства финансов Российской Федерации с красным дипломом.
В 2009 году Екатерину приглашают на одну из главных ролей в адаптации американского ситкома — телесериале «Воронины». С 2010 года Екатерина снимается одновременно в «Ворониных» и телесериале «Отблески».
Екатерина Волкова принимала участие в съёмках других программ: «Угадай мелодию», «В чёрной-чёрной комнате...», «Форт Боярд», «Самый умный», «Уральские пельмени», «Пусть говорят», «Десять миллионов» и «Кто хочет стать миллионером?». С сентября 2011 года по июль 2012 года вела шоу «Давно не виделись!» на канале «ТВ Центр», с осени 2013 года по осень 2014 года вела программу «Мама на 5+» на канале «Disney». 21 февраля 2015 года стала участницей шоу «Империя Иллюзий: Братья Сафроновы» на телеканале «СТС». В 2015 году принимала участие в телевизионном шоу «Танцы со звёздами».
С 2014 года Екатерина Волкова вновь начинает активно играть в театральных постановках. Служит в театре комедии.

## Личная жизнь
С 9 апреля 2010 года замужем за Андреем Карповым, с которым встретилась за год до их свадьбы. У супругов есть дочь Елизавета (род. 16.03.2011).

## Театр
1. «Ровно в семь» (реж. Н. Бендера) — Элен Ларсонье
2. «Клочки по закоулочкам» (реж. Л. Муха) — Лиса
3. «Щелкунчик и Мышиный Король» (реж. А. Яббаров) — Мышиный король
4. «Бродвей… Бродвей…» («Всё о Еве») (реж. А. Яббаров) — Ева
5. «Мера за меру» (реж. И. Яцко) — девушка
6. «Бедный Пьеро» (реж. В. Виноградов)
7. «Собака на сене» — Анарда
8. «Безумный день или женитьба Фигаро» (реж. Е. Радомысленский) — пастушка
9. «Дурочка» (реж. Е. Радомысленский) — Клара
10. «Свои собаки грызутся, чужая не приставай» — Антрыгина
11. «Пигмалион» — мисс Дулитл
12. «Севильский цирюльник» — Разина
13. «Там, вдали» — Ольга
14. «Валентин и Валентина» — Валентина
15. «Ложь на длинных ногах» — Ольга / Кармила
16. «Земля обетованная» — Гертруда Марш / Дорети
17. «Босиком по парку»
18. «Два мужа по цене одного»
19. «Любовь и голуби»
20. «Утиная охота»
21. «Ты будешь мой»
22. «С любовью не шутят!»
23. «Тёща с сюрпризом!»

## Фильмография
| Год          |   | Название                                                           | Роль |
| ------------ | - | ------------------------------------------------------------------ | --- |
| 2005—2006    | с | Люба, дети и завод...                                              | Надя, сестра Любы                                                                                              |
| 2006         | с | Женские истории                                                    | Вероника |
| 2006—2008    | с | Кто в доме хозяин?                                                 | Маша Иванова (серия «Победители»)                                                                              |
| 2006         | с | Капитанские дети                                                   | Елена |
| 2006         | ф | Я остаюсь                                                          | Лариса |
| 2007         | с | Агентство «Алиби»                                                  | Алёна |
| 2008         | с | Монтекристо                                                        | Марианна |
| 2008         | ф | Новогодняя засада                                                  | Екатерина Евгеньевна Ковалёва, майор милиции                                                                   |
| 2008         | ф | Приговор                                                           | Катя |
| 2008         | с | Кулагин и партнёры                                                 | Марта |
| 2009         | с | Шальной ангел                                                      | Вика |
| 2009         | с | Следопыт                                                           | Марина |
| 2009         | с | Дом кувырком                                                       | Лайза |
| 2009         | с | Криминальное видео 2                                               | Эльвира |
| 2009—2019    | с | Воронины                                                           | Вера Воронина (в девичестве — Золотарёва), жена Кости, домохозяйка, дизайнер по образованию (с первого сезона) |
| 2010         | с | Отблески                                                           | Лариса |
| 2014         | ф | Мамы 3                                                             | Катя, дочь Антонины Ивановны                                                                                   |
| 2016         | ф | Уроки выживания                                                    | Нина, мама Коли                                                                                                |
| 2017         | ф | Короткие волны                                                     | Ольга Гудкова                                                                                                  |
| 2018         | ф | Парень из Голливуда, или Необыкновенные приключения Вени Везунчика | жена Везунчика                                                                                                 |
| 2020         | с | Любовь лечит                                                       | Светлана |
| 2021         | с | Пианистка                                                          | Ольга Касатонова                                                                                               |
| 2022         | с | Сквозь розовые очки                                                | Амалия |
| 2023 — н. в. | с | СуперИвановы                                                       | Дарина Иванова                                                                                                 |
| 2024         | с | Королева танца                                                     | снималась |
| 2024 — н. в. | с | Костя — Вера                                                       | Вера Сергеевна Воронина, жена Кости, мама Маши и Люси, домохозяйка, дизайнер по образованию                    |

## Телевидение
- 2010 — «Большая разница» («Первый канал») — гостья-объект пародии
- 2011 — 2012 — «Давно не виделись!» («ТВ Центр») — ведущая, участница шоу
- 2013 — «Форт Боярд» («Первый канал») — участница-игрок
- 2013 — 2014 — «Мама на 5+» («Disney») — ведущая программы
- 2014 — «Кто хочет стать миллионером?» («Первый канал») — игрок
- 2015 — «Империя Иллюзий: Братья Сафроновы» («СТС») — участница шоу «Империя иллюзий»
- 2015 — «Танцы со звёздами» («Россия 1») — участница шоу
- 2015 — «Побег» («Россия 1») — участница-игрок
- 2016 — «Личное» («Россия 1»)
- 2016 — «Сто к одному» («Россия 1») — игрок
- 2016 — «Идеальный ремонт» («Первый канал»)
- 2017 — «Мой герой» («ТВ Центр») — гостья
- 2018 — «Шоу выходного дня» («СТС») — гостья
- 2019 — «Полезно и вкусно» («Домашний») — ведущая программы
- 2019 — «Форт Боярд» («СТС») — участница-игрок
- 2020 — «Дело было вечером» («СТС») — участница-игрок
- 2020 — «Пятеро на одного» («Россия 1») — игрок
- 2021 — «Модный приговор» от 26.10.2021 («Первый канал») —
- 2021 — Полный блэкаут («СТС») — игрок
- 2021 — Фактор страха («НТВ») — игрок
- 2022 — Рогов+ («СТС») — соведущая программы
- 2023 — Шоу Воли («ТНТ») — гостья
- 2023 — «Импровизаторы» («СТС») — гостья
- 2024 — «Ок крутые люди («СТС») — гостья